# Звезда + звезда
«Звезда + Звезда» — телевизионный проект украинского телеканала 1+1, в котором 14 знаменитостей выступают в парах с известными певцами. Среди участников — актёры кино и театра, спортсмены, модели, телеведущие и звезды эстрады. В первом сезоне развлекательного шоу приняли участие 29 украинских и российских звезд, которые были разделены на пары, чтобы завоевать звание поющая пара.

## История проекта
В 2010 году телеканал 1+1 приобрел у шведской компании «Zodiak TELEVISION» популярный развлекательный формат «Stars On Stage». В украинском варианте шоу получило название «Зірка+Зірка», а принять в нём участие пригласили не только украинских, но и российских артистов. В жюри шоу были: Потап, Верка Сердючка, Лайма Вайкуле, Игорь Лихута. Ведущими развлекательного шоу «Зірка+Зірка» стали Юрий Горбунов и Наталия Могилевская.
В Феврале 2011 года стартовал второй сезон в котором ведущими были Юрий Горбунов и пара состоящая из Василисы Фроловой и Ивана Дорна. Изменён состав жюри: Потап, Верка Сердючка, Лайма Вайкуле, Руслана Писанка.

## Жюри
| Потап            | Верка Сердючка    | Лайма Вайкуле | Игорь Лихута         |
| ---------------- | ----------------- | ------------- | -------------------- |
| Певец, Продюсер. | Певец, Композитор | певица        | Музыкальный продюсер |

## Пары-участники

### Первый сезон
Пара 1
- Настя Каменских — украинская певица.
- Мария Берсенева — российская актриса.

Пара 2
- Валерий Харчишин — украинский рок-музыкант, лидер рок-группы «Друга Ріка».
- Ольга Будина — российская актриса театра и кино.

Пара 3
- Гарик Кричевский — украинский автор-исполнитель песен в стиле русский шансон.
- Сергей Писаренко — российский актёр, чемпион Высшей лиги КВН.

Пара 4
- Александр Буйнов — российский певец.
- Инна Цимбалюк — украинская модель, Мисс Украины — Вселенная-2006, телеведущая, актриса.

Пара 5
- Иван Дорн — украинский певец.
- Василиса Фролова — украинская телеведущая.

Пара 6
- Руслана Писанка — украинская актриса и телеведущая.
- Владимир Гришко — украинский певец и общественно-политический деятель.

Пара 7
- Елена Перова — российская актриса, певица и ведущая.
- Георгий Хостикоев — актёр.

Пара 8
- Виктор Бронюк — солист украинской музыкальной группы ТіК.
- Анна Семенович — российская фигуристка, актриса, телеведущая и эстрадная певица, бывшая солистка группы «Блестящие».

Пара 9
- Анна Седокова — украинская поп-певица русского происхождения, телеведущая. Бывшая солистка «золотого» состава украинской женской поп-группы «ВИА Гра» (2002—2004)
- Виктор Логинов — российский актёр и телеведущий.

Пара 10
- Олег Скрипка — украинский музыкант, вокалист, композитор, лидер группы «Вопли Видоплясова».
- Елена Шоптенко — украинская танцовщица.

Пара 11
- Ирина Билык — украинская певица, Народная артистка Украины.
- Сергей Зверев — российский стилист, певец, шоумен.

Пара 12
- «ВИА Гра» — украинская музыкальная вокальная поп-группа.
- Сергей Астахов — российский актёр театра и кино.

Пара 13
- Дарья Астафьева — украинская модель и певица.
- Игорь Верник — российский актёр театра и кино.

Пара 14
- Сати Казанова — российская певица, бывшая солистка российской женской группы «Фабрика».
- Алексей Панин — российский актёр театра и кино.

### Второй сезон
Пара 1
- Олеся Железняк — российская телеведущая.
- Надежда Дорофеева — украинская певица, участница группы «Время и Стекло».

Пара 2
- Александр Рыбак — певец.
- Екатерина Кузнецова — украинская актриса театра и кино.

Пара 3
- Леонид Агутин — певец.
- Татьяна Лазарева — телеведущая.

Пара 4
- НеАнгелы — украинская группа.
- Сергей Горобченко — актёр.

Пара 5
- Ольга Полякова — актриса, телеведущая.
- Георгий Делиев.

Пара 6
- Виктор Логинов.
- Анна Седокова.

Пара 7
- Стас Костюшкин.
- Евгений Никишин — актер, телеведущий, чемпион лиги КВН.

Пара 8
- Денис Рожков — актёр, телеведущий.
- Lama — украинская группа.

Пара 9
- Андрей Соколов — актёр.
- Каша Сальцова — вокалистка рок-группы Крихітка.

Пара 10
- Фагот — музыкант украинской группы ТНМК.
- Тала Калатай[укр.] — украинская актриса.

Пара 11
- Виталий Козловский.
- Дана Борисова — телеведущая.

Пара 12
- Кирилл Андреев — солист группы «Иванушки International».
- Елена Воробей — юмористка.

Пара 13
- Оскар Кучера — телеведущий.
- Анастасия Стоцкая — актриса.

Пара 14
- Надежда Дорофеева.
- Виктор Логинов.

### Третий сезон
Пара 1
- Евгений Кошевой
- Надя Дорофеева

Пара 2
- Алексей Завгородний
- Екатерина Кистень

Пара 3
- Камалия
- Игорь Ласточкин

Пара 4
- Алла Кудлай
- Юрий Ткач

Пара 5
- Джамала
- Егор Крутоголов

Пара 6
- Фёдор Добронравов
- Злата Огневич

Пара 7
- Павел Зибров
- Татьяна Кравченко

Пара 8
- Снежана Бабкина
- Сергей Бабкин

Пара 9
- Валерий Жидков
- Тина Кароль

Пара 10
- Антон Савлепов
- Ольга Сумская

## Рейтинги
Премьера шоу «Звезда + звезда» приняла рейтинг 7,27 %, долю — 22,9 %, аудитории в возрасте от 18 до 54 лет (данные приведены компанией Gfk Ukraine). В городах с населением свыше 50 000 показатели несколько ниже — рейтинг 6,79 %, доля 21,86 %. Таким образом телеканал по аудитории 18-54 не только получил первенство в слоте 21.20-23.40, в котором получалось шоу, но и стал лидером по среднесуточным показателем: доля «Плюсов» 20 сентября составила 14,73 % по панели «Вся Украина» и 13 25 % по городам с населением «50 тыс. +».